# Mihai Albu
Mihai Albu, né le 21 juin 1938, à Sibiu et décédé le 2 juillet 2017, à Prague, était un joueur et entraîneur roumain de basket-ball.

## Palmarès

### Joueur
- Champion de Roumanie : 1965, 1968, 1969, 1970, 1971
- Coupe de Roumanie : 1967, 1968, 1969
- Participation au FIBA All-Star Game 1966
- Coupe d'Allemagne : 1972

### Entraîneur
- Coupe d'Allemagne : 1982
- Vice-champion d'Allemagne : 1976